# Bissières
Bissières település Franciaországban, Calvados megyében. Lakosainak száma 176 fő (2018. január 1.). Bissières Croissanville, Magny-le-Freule és Méry-Corbon községekkel határos.

## Népesség
A település népességének változása:
| Lakosok száma | 97   | 117  | 149  | 160  | 155  | 180  | 183  | 180  | 177  | 176  |
|               | 1968 | 1975 | 1982 | 1990 | 1999 | 2011 | 2013 | 2015 | 2017 | 2018 |